# سیارک ۱۱۱۶۶۱
سیارک ۱۱۱۶۶۱ (به انگلیسی: 111661 Mamiegeorge، نامگذاری:2002BP)۱۱۱۶۶۱مین سیارک کشف شده‌است که در ۱۶ ژانویه ۲۰۰۲ کشف شد.